# 정진 (불교)
정진(精進, 산스크리트어: vīrya, 팔리어: viriya,
영어: diligence,
energy,
perseverance,
enthusiasm,
sustained effort) · 근(勤) 또는 노력(努力)은 설일체유부의 5위 75법에서 심소법(心所法: 46가지) 중 대선지법(大善地法: 10가지) 가운데 하나이며, 유식유가행파와 법상종의 5위 100법에서 심소법(心所法: 51가지) 중 선심소(善心所: 11가지) 가운데 하나이다. 음역하여 비리야(毘梨耶)라고도 한다.
설일체유부에 따르면, 정진(精進) 또는 근(勤)은 용한(勇悍: 날래고 사나움, 용맹스럽고 힘참, 즉 마음(6식 또는 8식, 즉 심왕, 즉 심법)으로 하여금 용맹스럽고 힘차게 노력하게 하는 것을 본질로 하는 마음작용이다. 즉, 악을 끊고 선을 닦는 데 있어 마음(6식 또는 8식, 즉 심왕, 즉 심법)을 용맹하게 하여 어려움에 굴하지 않고 계속하여 노력하게 하는 마음작용이다.
용한(勇悍)은 일반 사전적인 의미는 '날래고[勇] 사나움[悍]'인데, 불교 용어로서는 이 일반 사전적인 의미를 포함하며 또한 '용감하고 모짐, 결단력[勇]이 있고 인내[悍]함, 모질게 노력함'의 뜻이 있다. 간단히 말하면, 용한(勇悍)은 결단과 인내(determination and perseverance)를 뜻한다.
설일체유부의 중현(衆賢)은 《아비달마장현종론(阿毘達磨藏顯宗論)》에서, 정진은 이미 생겨난 온갖 공덕(功德, 산스크리트어: guna)은 수호하고 과실(過失)은 내버리며, 아직 생겨나지 않은 온갖 공덕(功德)은 생겨나게 하고 과실(過失)은 생겨나지 않게 하는 것으로서, 마음(6식 또는 8식, 즉 심왕, 즉 심법)의 타락됨이 없는 것[無墮性]을 본질로 한다고 하였다. 즉 정진이 존재하기 때문에 마음(6식 또는 8식, 즉 심왕, 즉 심법)은 참다운 이치에 따라 지어지는 일, 즉 선법(善法)의 공부(工夫)로 견고히 나아가 멈추지 않는다고 설명하고 있다.

## 5정진
5정진(五精進)은 무착의 《대승아비달마집론》, 안혜의 《대승아비달마잡집론》, 호법 등의 《성유식론》 등에 나오는, 정진(精進) 또는 근(勤)의 5단계의 차별인 피갑(被甲) · 가행(加行) · 무하(無下) · 무퇴(無退) · 무족(無足)을 말한다.
안혜의 《대승광오온론》에서는 피갑(被甲) · 가행(加行) · 무겁약(無怯弱) · 불퇴전(不退轉) · 무희족(無喜足)이라 명명하고 있다.
무착의 《현양성교론》에 따르면, 불교 경전에서는 유세(有勢) · 유근(有勤) · 유용(有勇) · 견맹(堅猛) · 불사선액(不捨善軛)이라 명명하고 있다.
 經說起精進住有勢有勤有勇堅猛不捨善軛。

 
경전에서 "정진을 일으켜서 유세(有勢: 힘이 있음) · 유근(有勤: 부지런함) · 유용(有勇: 용감함) · 견맹(堅猛: 견고하고 용맹스러움) · 불사선액(不捨善軛: 선의 멍에를 버리지 않음)에 머무른다"고 말하고 있다.
 — 《현양성교론》, 제1권. 한문본 & 한글본
《대승아비달마집론》, 《대승아비달마잡집론》, 《대승광오온론》, 《성유식론》에서는 모두 5정진을 선심소에 속한 마음작용인 정진(精進) 또는 근(勤)의 마음작용의 단계인 것으로 설명하고 있다.
제1단계인 피갑(被甲)의 문자 그대로의 뜻은 '갑옷을 입음'이다. 불교 경전에서의 유세(有勢: 힘이 있음, 세력이 있음)에 해당하는데, 갑옷[甲]을 입고[被] 군대가 진(陣)을 친 곳에 들어갈 때 두려워하지 않고 큰 위세가 있는 것과 같은 것을 말하는 것으로, 맹렬하고 날카롭게 즐거운 욕구를 일으키는 것을 말한다.
제2단계인 가행(加行)의 문자 그대로의 뜻은 '행을 더함'이다. 불교 경전에서의 유근(有勤: 부지런함, 책려함)에 해당하는데, 견고하고 용감한 방편(方便)을 일으키는 것을 말한다. 마음(8식, 즉 심왕, 즉 심법)을 견고하게 해서 스스로 책려(策勵)하는 것을 뜻한다.
제3단계인 무하(無下)는 무겁약(無怯弱)이라고도 하는데 두 낱말의 문자 그대로의 뜻은 각각 '낮추지 않음'과 '겁을 내거나 마음을 약하게 하지 않음'이다. 불교 경전에서의 유용(有勇: 용감함)에 해당하는데, 증득해야 할 선법(善法)에 대해 스스로를 경멸하지 않고, 그 선법(善法)을 두려워하지 않는 것을 말한다.
제4단계인 무퇴(無退)는 불퇴전(不退轉)이라고도 하는데, 두 낱말의 문자 그대로의 뜻은 모두 '물러나지 않음'이다. 불교 경전에서의 견용(堅猛: 견고하고 용맹스러움)에 해당하는데, 추위나 배고픔 등의 고통을 능히 인내로써 받아들이고, 열등한 선(善) 또는 선법(善法)에 대해서 혐오(嫌惡)나 만족함을 일으키지 않으며, 다음 단계의 뛰어난 공덕 등을 기쁘게 구하는 것을 말한다.
제5단계인 무족(無足)는 무희족(無喜足)이라고도 하는데, 두 낱말의 문자 그대로의 뜻은 각각 '만족하지 않음'과 '기뻐하며 만족하지 않음' 또는 '그만 그치지 않음'과 '기뻐하여 그만 그치지 않음'이다. 불교 경전에서 소[牛]에게 멍에를 씌움으로써 소로 하여금 도망가지 않고 능히 나아가게 하는 것과 같이 수행자에게 멍에를 지워 선법(善法)에서 벗어나지 않고 열반에 나아가게 한다는 뜻의 불사선액(不捨善軛: 선의 멍에를 버리지 않음)에 해당하는데, 이전의 무퇴(無退) 또는 불퇴전(不退轉)의 노력과 성취에 안주하여 정체되지 않고 4성제를 관찰하는 수행인 제관(諦觀) 등의 보다 뛰어난 도(道)에 들어가는 것을 말한다.

## 같이 보기
- 사정근
- 자 (불교)
- 팔정도
- 시수 (문화)

## 참고 문헌
- 권오민 (2003). 《아비달마불교》. 민족사.
- 세친 지음, 현장 한역, 권오민 번역 (K.955, T.1558). 《아비달마구사론》. 한글대장경 검색시스템 - 전자불전연구소 / 동국역경원. K.955(27-453), T.1558(29-1). |title=에 외부 링크가 있음 (도움말)
- 운허.  동국역경원 편집, 편집. 《불교 사전》. |title=에 외부 링크가 있음 (도움말)
- 호법 등 지음, 현장 한역, 김묘주 번역 (K.614, T.1585). 《성유식론》. 한글대장경 검색시스템 - 전자불전연구소 / 동국역경원. K.614(17-510), T.1585(31-1). |title=에 외부 링크가 있음 (도움말)
- 황욱 (1999). 《무착[Asaṅga]의 유식학설 연구》. 동국대학원 불교학과 박사학위논문.
- (영어) Guenther, Herbert V. &  Leslie S. Kawamura (1975). 《Mind in Buddhist Psychology: A Translation of Ye-shes rgyal-mtshan's "The Necklace of Clear Understanding"》 Kile판. Dharma Publishing.
- (중국어) 무착 조, 현장 한역 (T.1605). 《대승아비달마집론(大乘阿毘達磨集論)》. 대정신수대장경. T31, No. 1605, CBETA. |title=에 외부 링크가 있음 (도움말)
- (중국어) 星雲. 《佛光大辭典(불광대사전)》 3판. |title=에 외부 링크가 있음 (도움말)
- (중국어) 세친 조, 현장 한역 (T.1558). 《아비달마구사론(阿毘達磨俱舍論)》. 대정신수대장경. T29, No. 1558, CBETA. |title=에 외부 링크가 있음 (도움말)
- (중국어) 세친 조, 현장 한역 (T.1612). 《대승오온론(大乘五蘊論)》. 대정신수대장경. T31, No. 1612, CBETA. |title=에 외부 링크가 있음 (도움말)
- (중국어) 호법 등 지음, 현장 한역 (T.1585). 《성유식론(成唯識論)》. 대정신수대장경. T31, No. 1585, CBETA. |title=에 외부 링크가 있음 (도움말)